# Shibuya Productions
Shibuya Productions est une société de production monégasque de films d'animation et de jeux vidéo. 

## Histoire
Shibuya Productions est fondé en 2014 par Cédric Biscay et Kostadin Yanev. En 2015, Shibuya Productions annonce Astro Boy Reboot avec Caribara Animation et Tezuka Productions. En juin 2015, à l'E3, Shibuya Productions annonce Shenmue III avec Ys Net. Ils lancent une campagne de crowdfunding Kickstarter pour rassembler 2 million de dollars pour le développement et le lancement du jeu. La campagne fut un succès en rassemblant 6,333,295$ de 69,320 contributeurs. En février 2016, Shibuya Productions annonce Cobra: Return of Joe Gillian,une nouvelle série Cobra traitant du Rugball comme axe principal. Ils produisent le premier film d'animation Bulgare : Lilly et la Perle magique, réalisé par Anri Koulev avec la voix de Ben Cross pour la version anglaise.  Ils produisent la série Petz Club diffusée sur France 4.
Shibuya Productions est la société organisatrice du Monaco Anime Game International Conferences.